# Peter Max
Pour les articles homonymes, voir Max.
Peter Max (de son vrai nom Peter Max Finkelstein), est un artiste juif américain d'origine allemande, né le 19 octobre 1937 à Berlin. Il est une des figures majeures du pop art et de l'art psychédélique américains.

## Biographie

### Enfance
Peter Max et ses parents fuient l'Allemagne nazie en 1938 et se réfugient en Chine, à Shanghai. Ils y vivent 10 ans avant de partir pour Haïfa peu après l'indépendance d'Israël, en 1948. Intéressé par l'art, il y reçoit des cours d'un peintre expressionniste viennois, le professeur Honick. Il suit également des cours hebdomadaires d'astronomie de l'université Technion au Mont Carmel. Par la suite, Peter Max et sa famille continuent à voyager et passent quelques mois à Paris. Max y est séduit par les expressionnistes européens et par le fauvisme, et tout particulièrement par les œuvres de William Bouguereau, peintre académique connu pour ses tableaux très réalistes. Les œuvres de Bouguereau, comme plus tard celles de John Singer Sargent, compteront beaucoup dans son choix d'étudier le réalisme lorsqu'il entrera à l'Art Students League of New York.

### Années 1950
Peter Max et ses parents s'installent en 1953 à New York, dans le quartier de Bensonhurst (Brooklyn). Max entre à la Lafayette High School puis, en 1956, à la Art Students League of New York, à Manhattan, où il étudie l'anatomie, le dessin d'après modèle et la composition picturale.

### Années 1960
En 1962, Peter Max crée un petit studio artistique à Manhattan avec Tom Daly, The Daly & Max Studio, s'occupant d'illustrations de livres et de publicité. Ils sont rejoints par leur ami et mentor Don Rubbo. En 1963, le studio s'occupe du design, des illustrations et de la mise en couleur du livre pour enfants Joel and the Wild Goose (Joël et l'oie sauvage), de Helga Sandburg. Max est ensuite chargé par Riverside Records de créer la couverture d'un album du pianiste Meade Lux Lewis qui lui rapporte la médaille d'or de la Society of Illustrators en 1962. Utilisant des collages photos, Max organise la Bettman Panopticon exhibition à partir de la collection photographique de la Bettmann Archive. L'exposition est considérée comme une des plus avant-gardistes de la scène new-yorkaise. Son intérêt pour l'astronomie est à la base de sa période d'affiches d'art cosmiques. Il apparaît dans l'émission de la NBC The Tonight Show en 1968 et sur la couverture de Life magazine le 5 septembre 1969. Son affiche Love de 1968 est emblématique de l'iconographie du pop art des années 1960.

### Années 1970

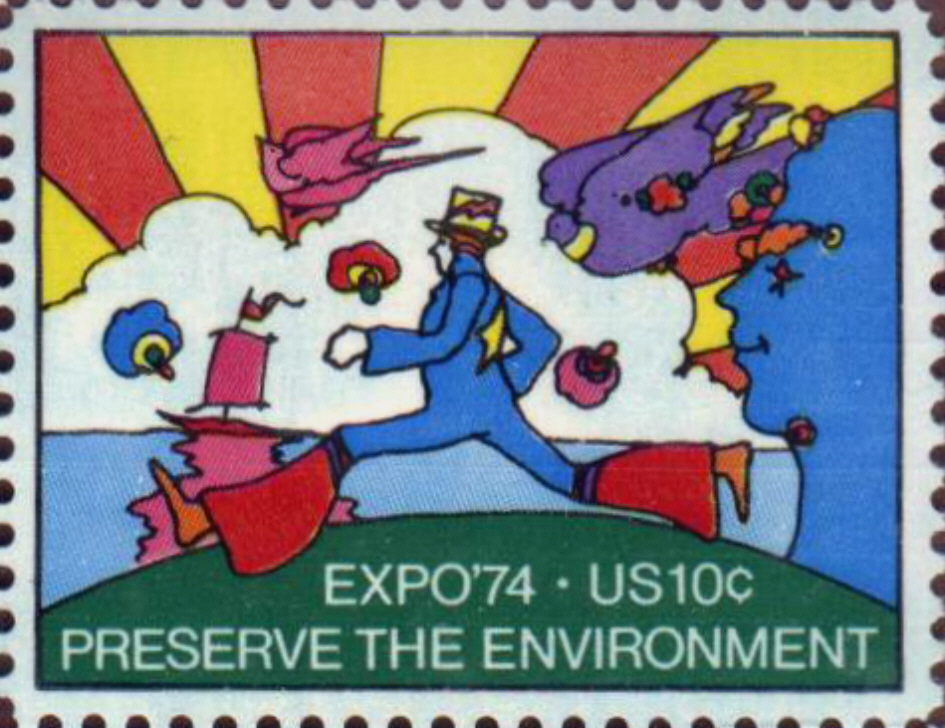
Timbre de l'US Mail créé par Peter Max, commémorant l'Expo '74 de Spokane (Washington)

En 1970, on retrouve un grand nombre de productions et d'affiches de Max à l'exposition « The World of Peter Max » (Le Monde de Peter Max) se tenant au M. H. De Young Museum de San Francisco. L'US Mail le charge de créer un timbre de 10¢ pour commémorer l'Expo '74 de Spokane (Washington). Le 4 juillet 1976, Max commence sa série sur la statue de la Liberté, demandée par le chef de la direction de Chrysler, Lee Iacocca, pour la restauration de la statue. En 1976 également, l'entreprise suédoise ASEA propose à Max la création d'un livre, Peter Max Paints America, commémorant le bicentenaire des États-Unis.

### Des années 1980 aux années 2010
Max est l'artiste officiel de plusieurs événements comme les Grammy Awards ou le Super Bowl ainsi que du Rock and Roll Hall of Fame.

## Œuvre

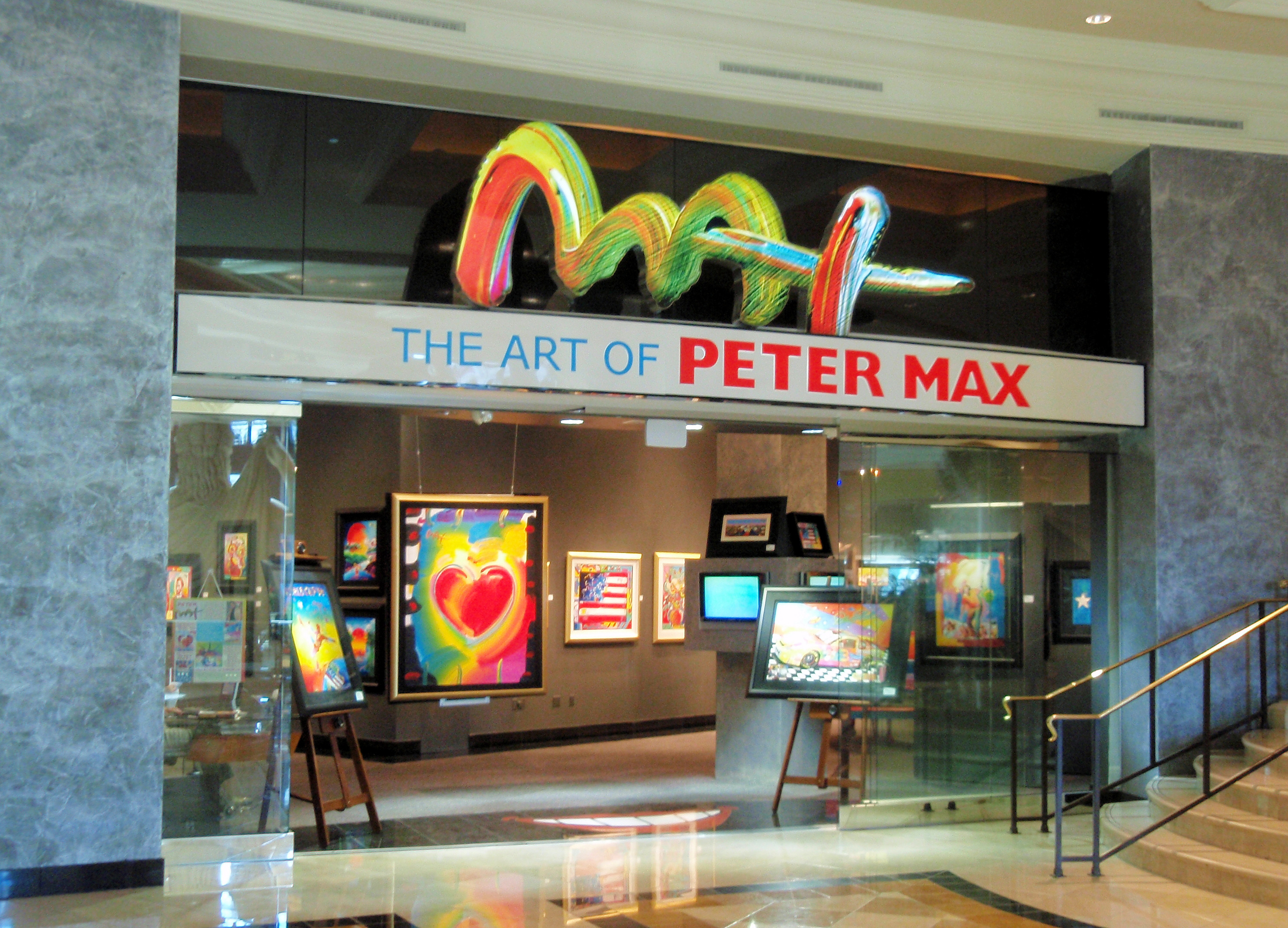
Une des galeries d'art de Peter Max, aux Forum Shops at Cæsars

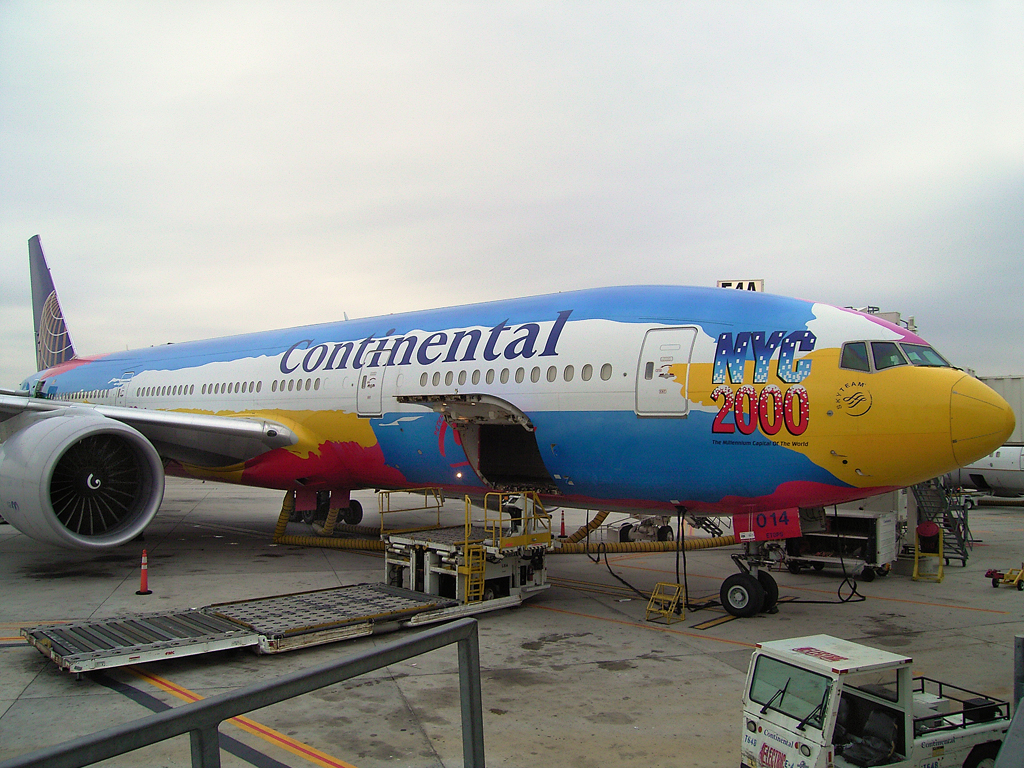
Le Boeing 777-200ER Peter Max de Continental Airlines

L'œuvre de Max appartient au mouvement psychédélique et au pop art.
Max utilise de nombreuses techniques artistiques, comme la peinture à l'huile, la peinture acrylique, la peinture à l'eau, la peinture à doigts, la teinture, les pastels, le fusain, les crayons de couleur, l'eau-forte, la gravure, le cellulo, la lithographie, la sérigraphie, la céramique, la sculpture, le collage, la vidéo, la photocopie, le fax et l'informatique.
Il reprend de nombreux symboles américains dans ses œuvres et crée des peintures et des projets pour les présidents Gerald Ford, Jimmy Carter, Ronald Reagan et George H. W. Bush. Il réalise en outre 100 Clinton's, un portrait multiple de Bill Clinton.
Il réalise également quatre affiches pour les Grammy Awards, redessine le paon du logo de la chaîne NBC, crée des œuvres pour le pavillon américain de l'exposition universelle de 1992 à Séville et est l'artiste officiel de la Coupe du monde de football de 1994. Le Boeing 777-200ER N77014 de la compagnie aérienne Continental Airlines est décoré par Max ; les décorations sont ôtées pendant l'hiver 2007–2008.
En 2008, sur le plateau de l'émission de CBS The Early Show, Max commence 44 portraits de Barack Obama, en l'honneur du 44e président des États-Unis.
Bien que le style de dessin utilisé dans le film d'animation des Beatles Yellow Submarine semble proche de celui de Peter Max, il est l'œuvre de l'illustrateur et designer allemand Heinz Edelmann. Malgré tout, selon Bob Hieronimus (artiste et auteur du livre Inside The Yellow Submarine: The Making of the Beatles Animated Classic, Krause Publications, 2002), Max affirme avoir été approché par le producteur Al Brodax pour travailler sur le film et pense que son travail a influencé le style de dessin utilisé par Edelmann. Par la suite, Max a souvent été présenté à tort comme le créateur du dessin animé.

## Vie privée
Peter Max et son épouse Mary vivent à New York.
Max possède une collection de 36 Chevrolet Corvette (une de chaque année entre 1953 et 1988),.

## Source
- (en) Cet article est partiellement ou en totalité issu de l’article de Wikipédia en anglais intitulé « Peter Max » (voir la liste des auteurs).